# Xystrocera ugandensis
Xystrocera ugandensis es una especie de escarabajo longicornio del género Xystrocera, categorizada en la tribu Xystrocerini, de la subfamilia Cerambycinae. Fue descrita por Martins en 1980.

## Descripción
Mide 22,8 mm de longitud.

## Distribución
Se distribuye por Uganda.